# Селучи (Потенца)
Селучи (итал. Seluci) је насеље у Италији у округу Потенца, региону Базиликата.
Према процени из 2011. у насељу је живело 15 становника. Насеље се налази на надморској висини од 658 м.